# De Eekhof (Enschede)
De Eekhof is een landgoed aan de Hengelosestraat in Enschede, net buiten de bebouwde kom aan de noordwestzijde van de stad.  De textielfabrikant N.G. (Nico) van Heek (1875 142), uit de meest vooraanstaande textielfamilie in Enschede, had het terrein aangekocht en liet hier een huis bouwen.  De villa uit 1931 is ontworpen door Willem van der Leck.
De door Dirk Tersteeg ontworpen tuin uit 1932 rondom het huis, in de architectonische tuinstijl (nieuw formele tuinstijl), is rijksmonument.  Het is een van de weinige tuinen in die stijl die nog in de oorspronkelijke staat is gebleven.
Het landgoed is erkend volgens de Natuurschoonwet (NSW-status).

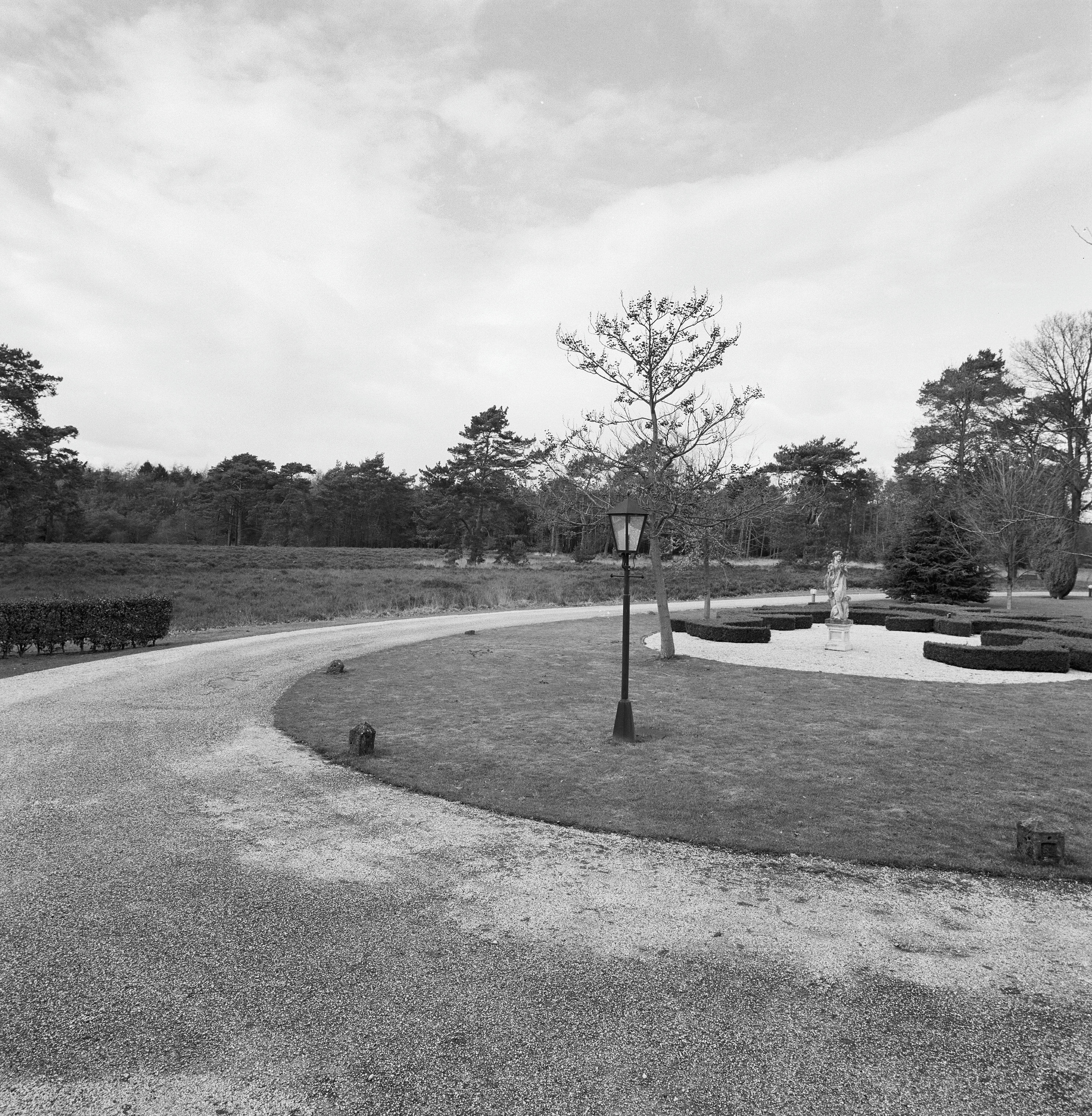
Tuin met bos op de achtergrond
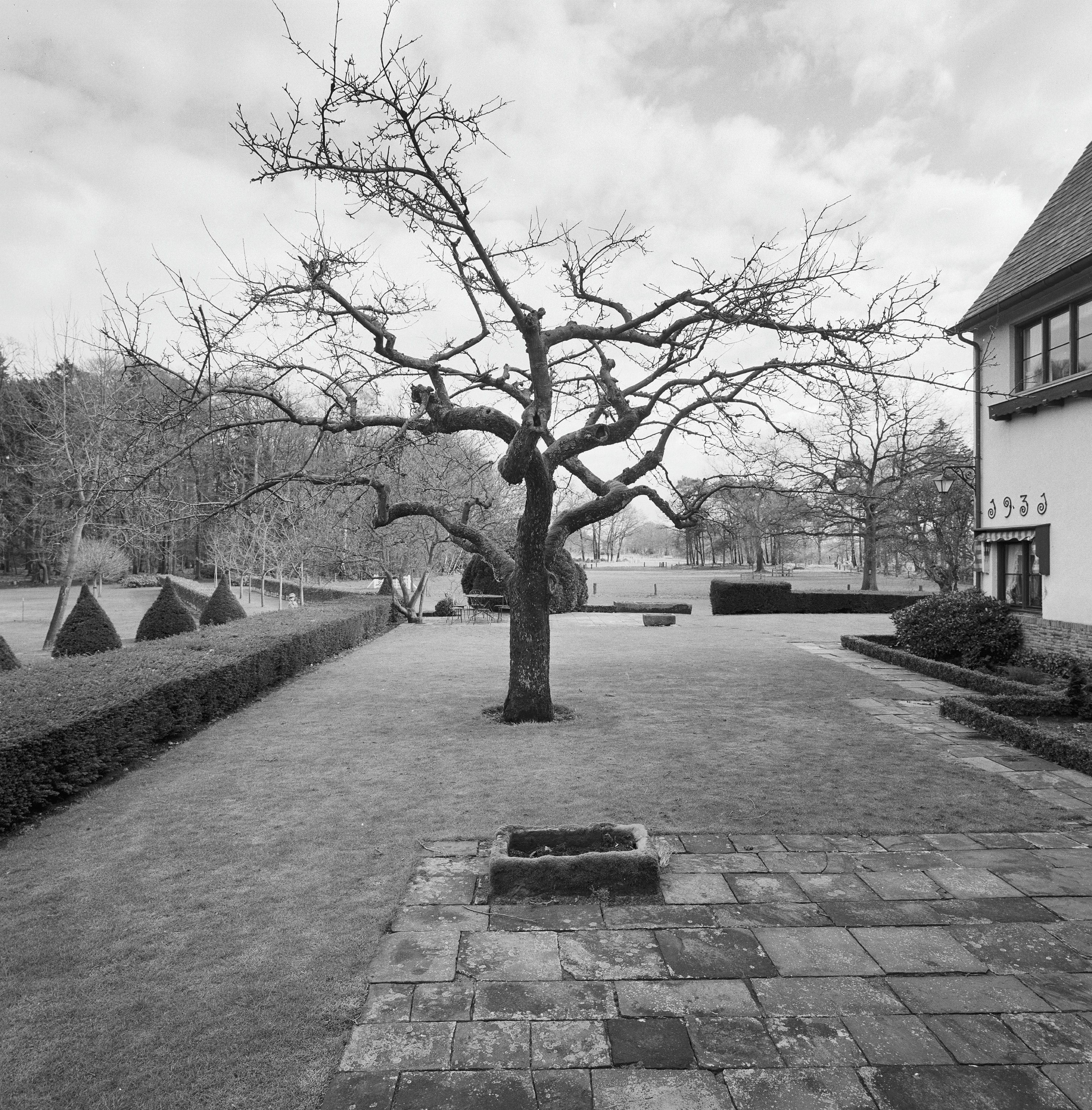
De tuin en de villa
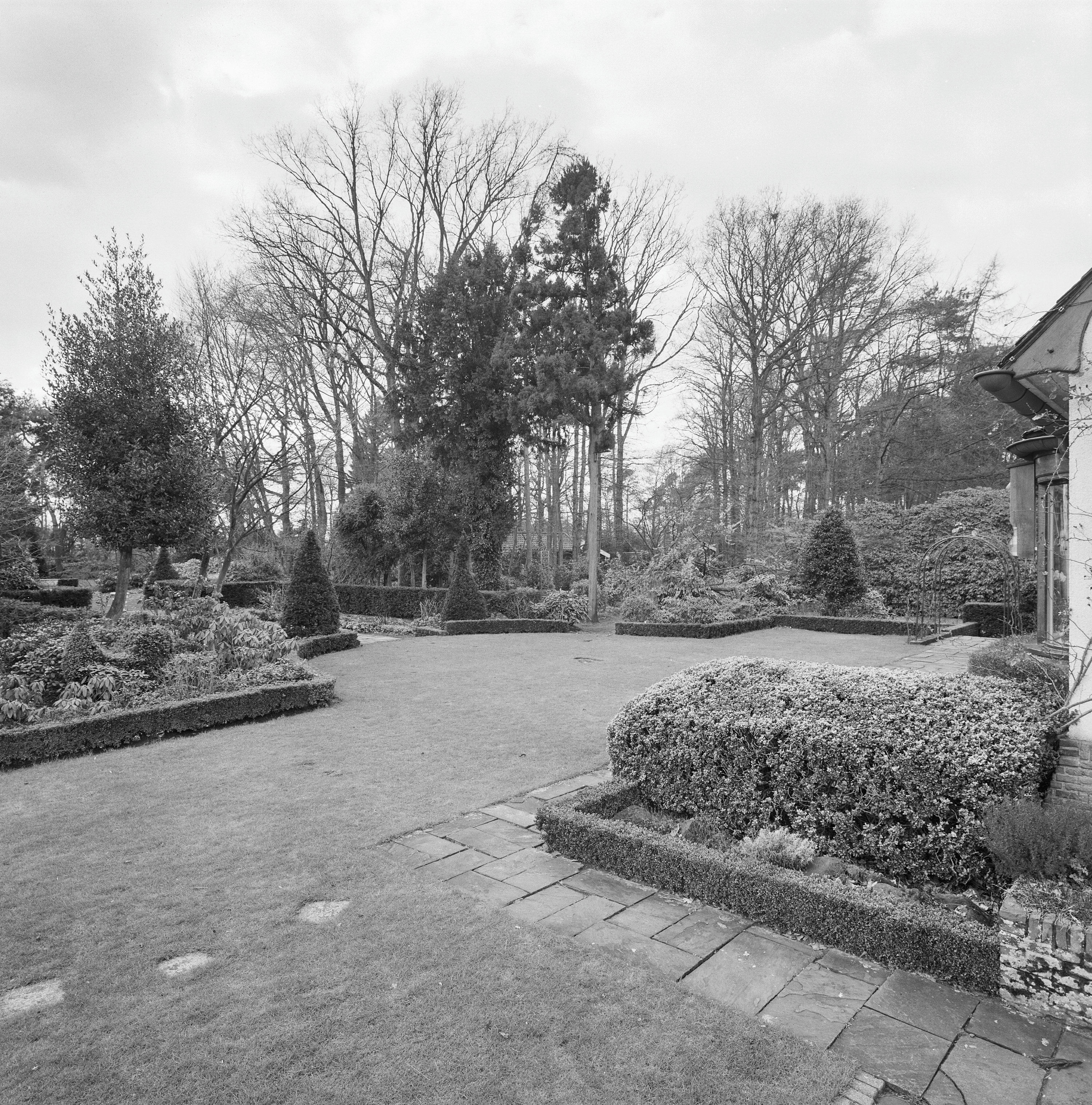
tuin vanaf achterzijde woonhuis